# コタトゥア (ジャカルタ)
コタトゥア（インドネシア語:Kota Tua）は、インドネシアの首都ジャカルタにある歴史地区。かつてオランダ植民地のバタヴィアがあった所である。Kota Tuaの意味は「古町」である。通称はコタ。

## 歴史
バタヴィアの町は初め海岸に造られ、次第に内陸部に拡大していった。コタはバタヴィアで最も古い地区であるため「古バタヴィア」と呼ばれることもある。オランダ人は本国の町と同じように運河を張り巡らし、オランダ式の建物を建設した。町は事実上オランダ東インド会社によって支配されており、居住者の大半は交易に携わっていた。町の南西には華僑の居住区が造られた。現在は中華街として存続している。

## 観光
今日、ジャカルタの中心は内陸部のムルデカ広場周辺であり、地元ではコタ地区は「町外れ」というのが一般的な認識である。市当局は歴史的街並みを活用して地区を活性化する意向で、観光施設の整備を進めている。

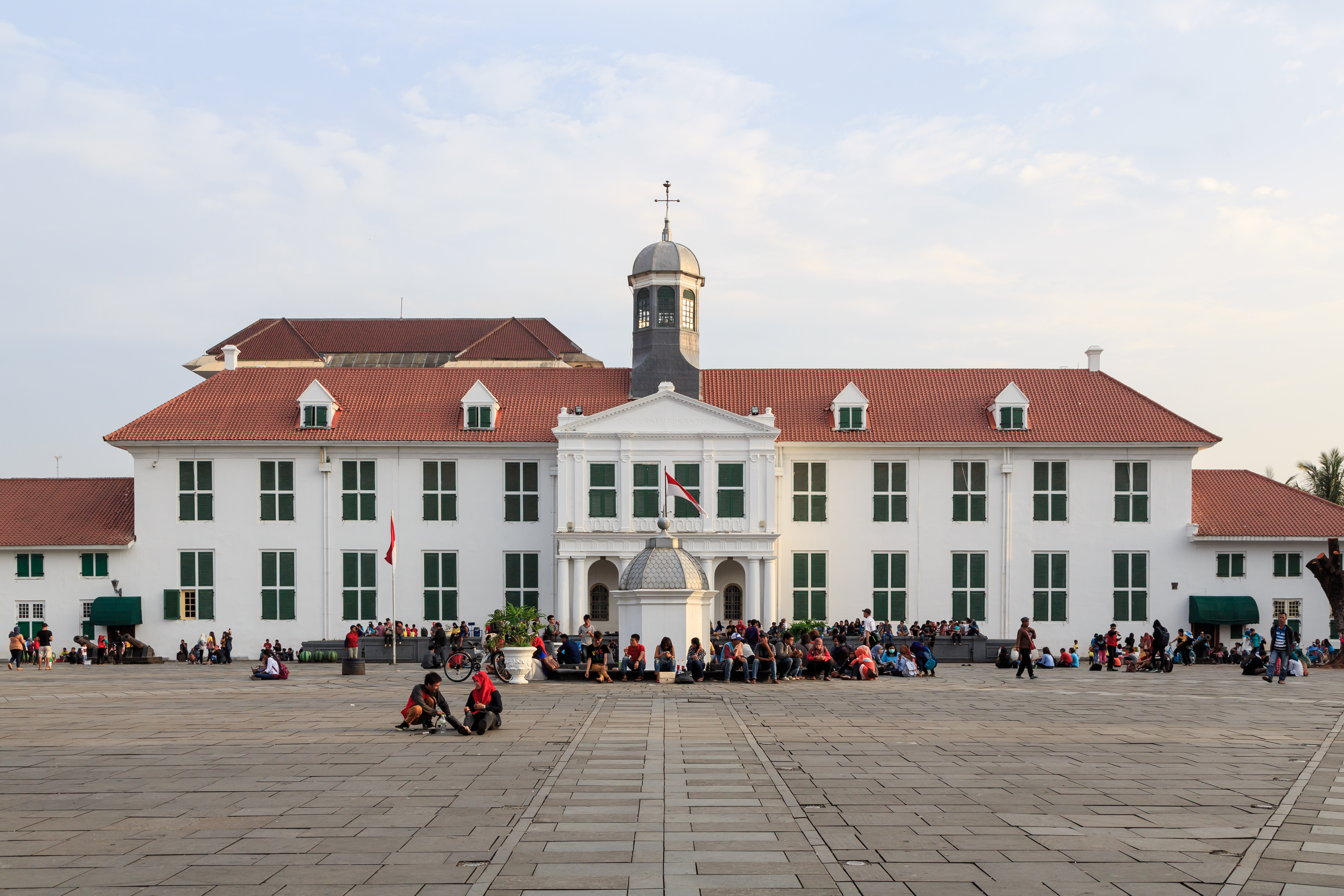
ジャカルタ歴史博物館（旧バタヴィア市庁舎）
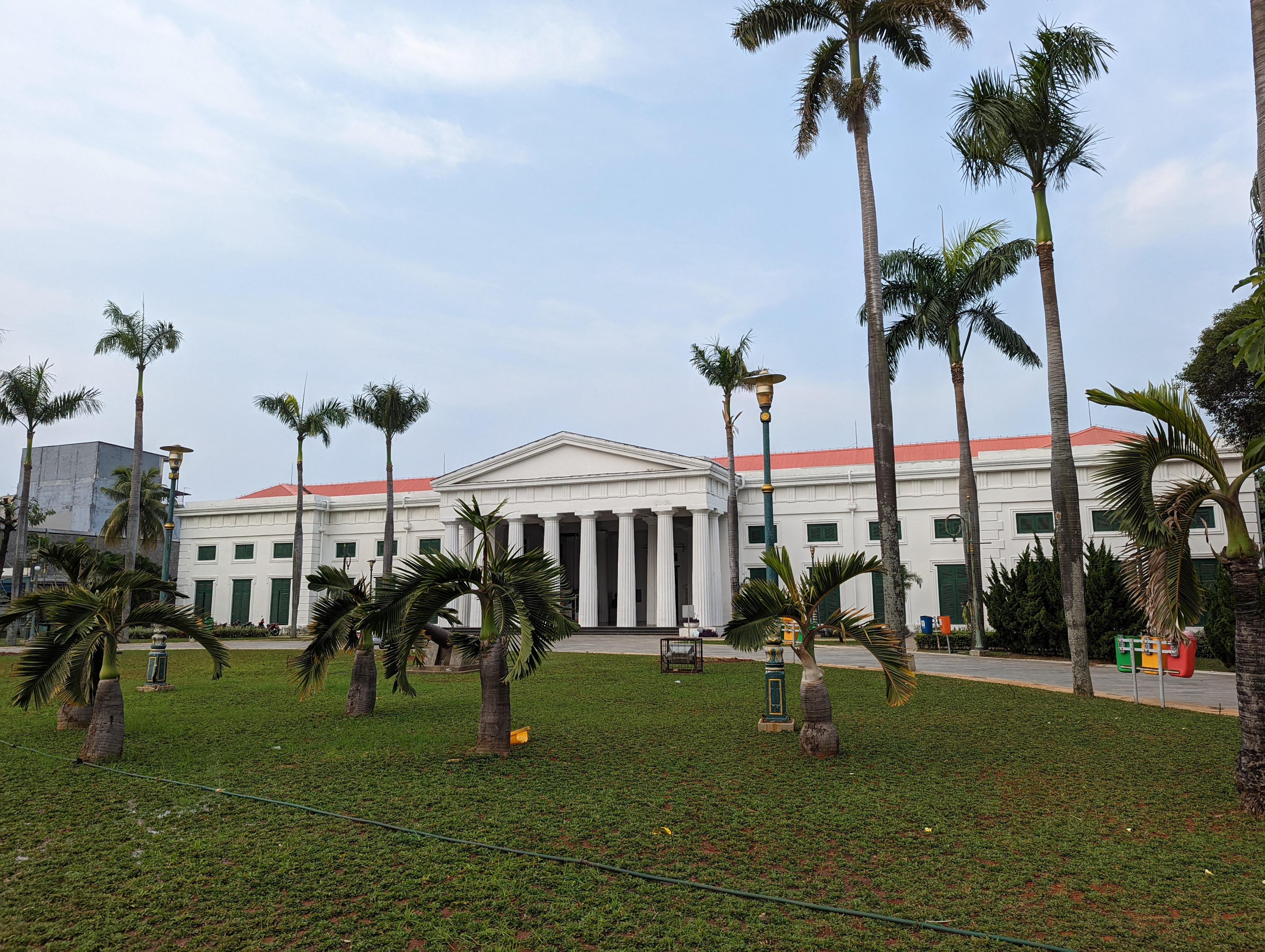
コタトゥア美術館（旧裁判所）
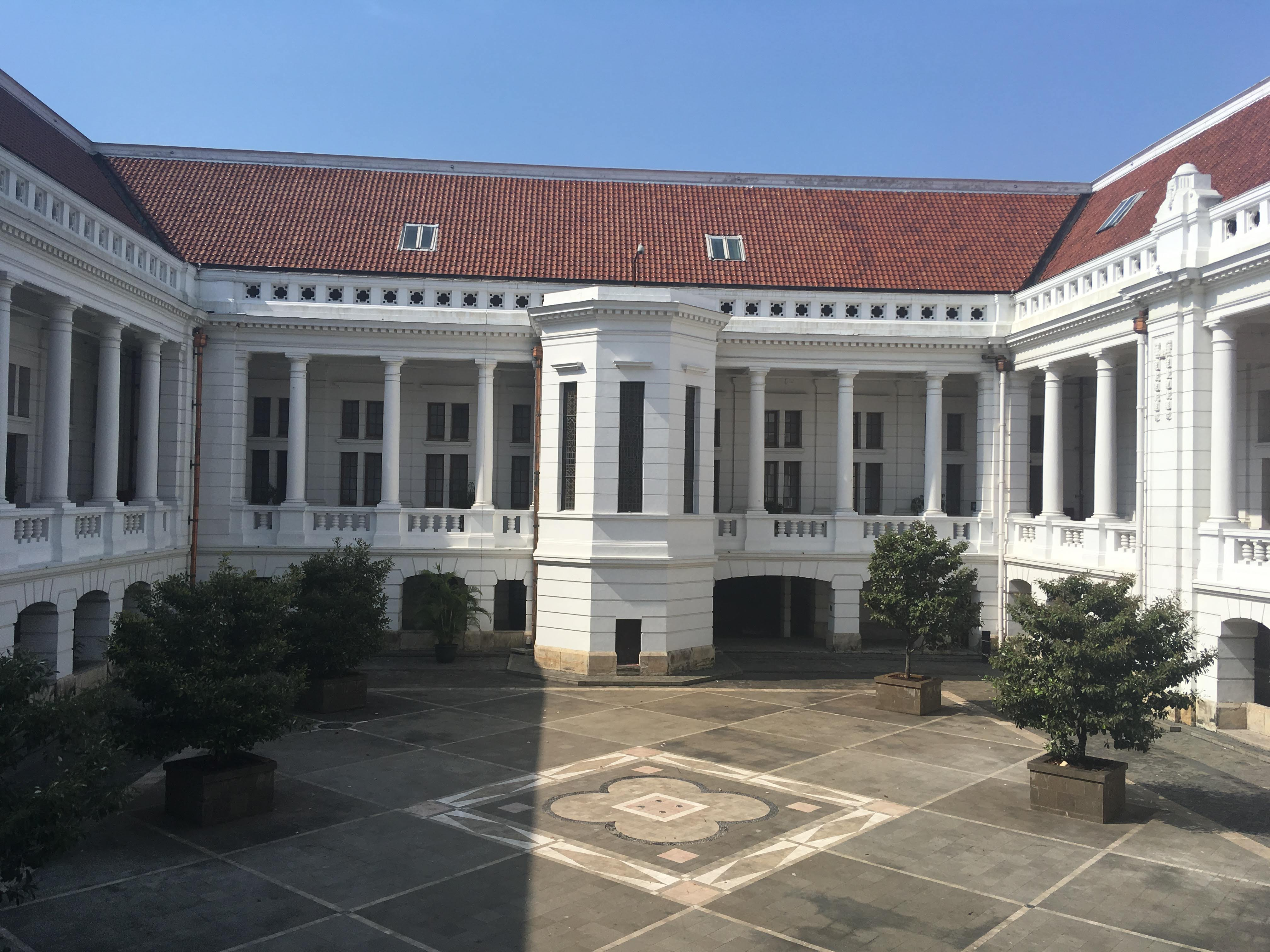
銀行博物館（旧ジャワ銀行本店）
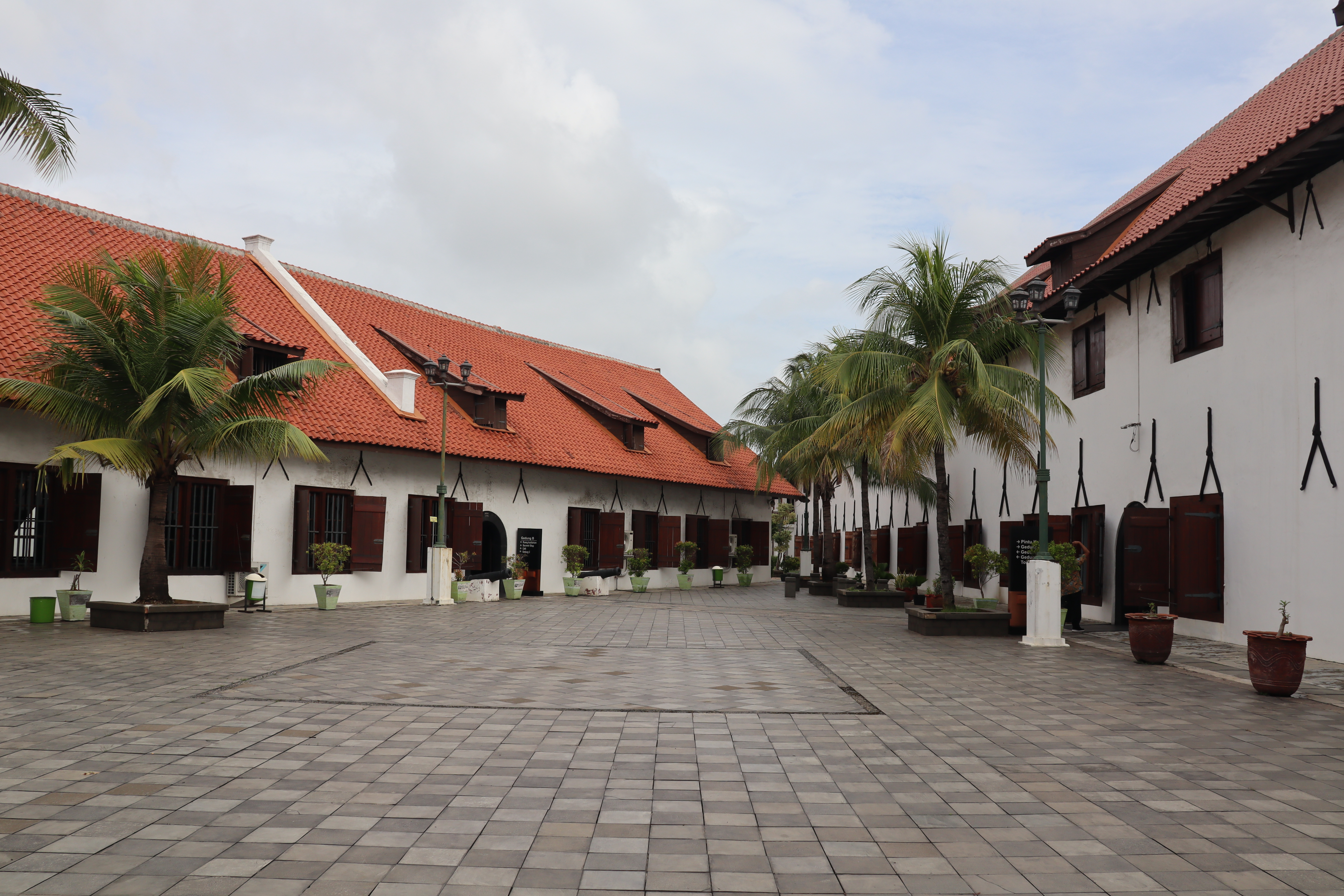
海洋博物館（旧香辛料倉庫）
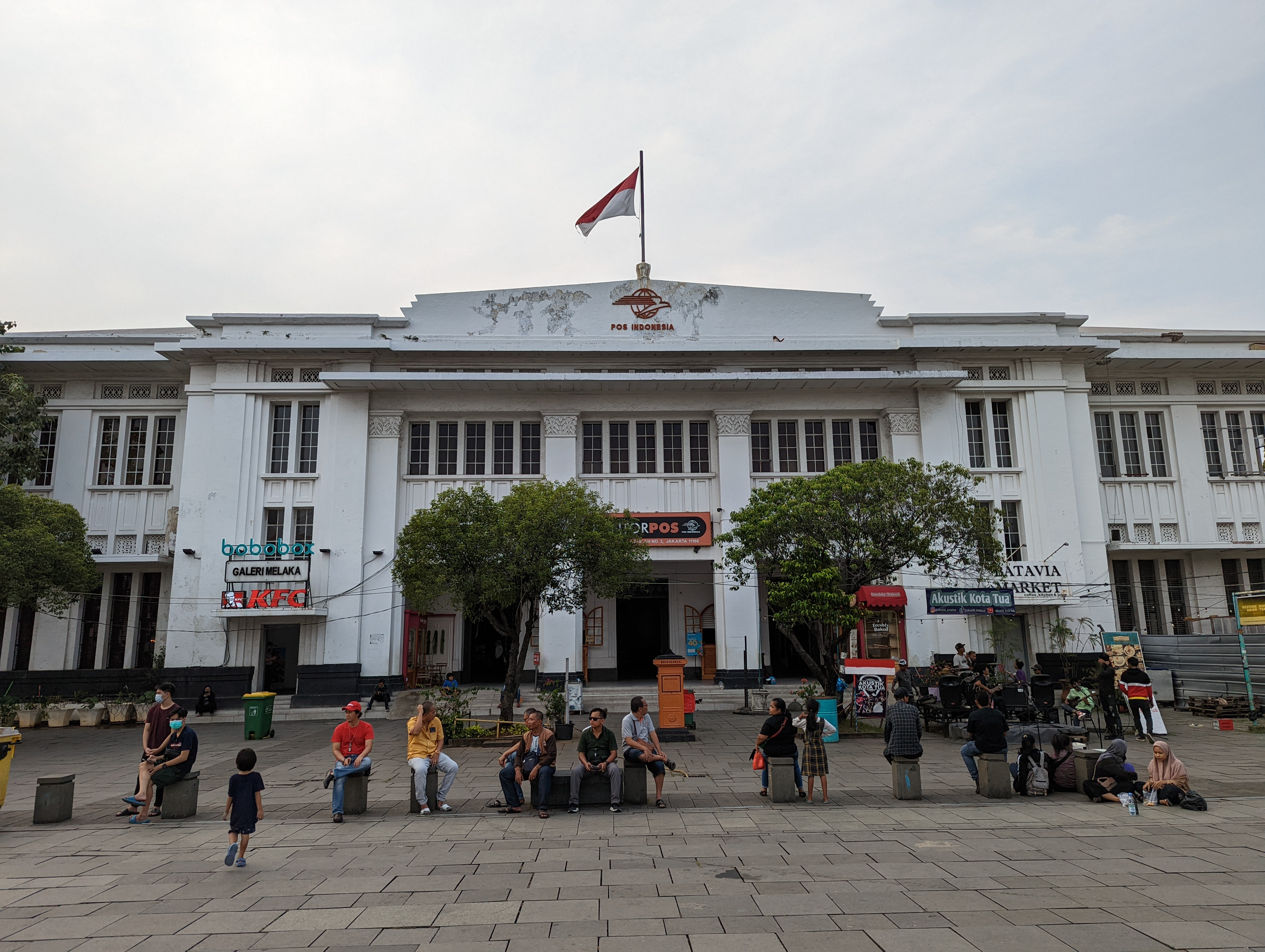
コタ郵便局
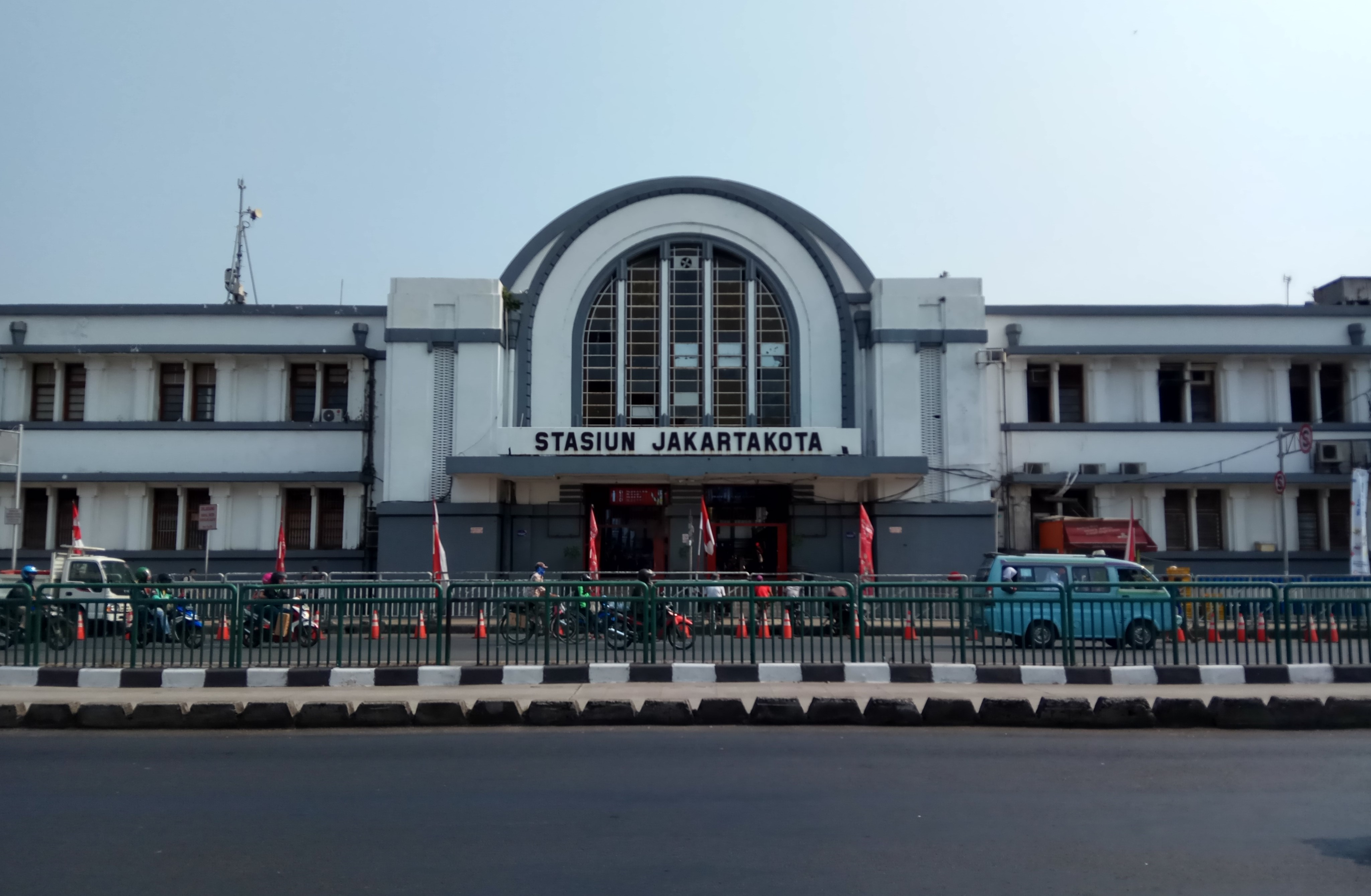
コタ駅
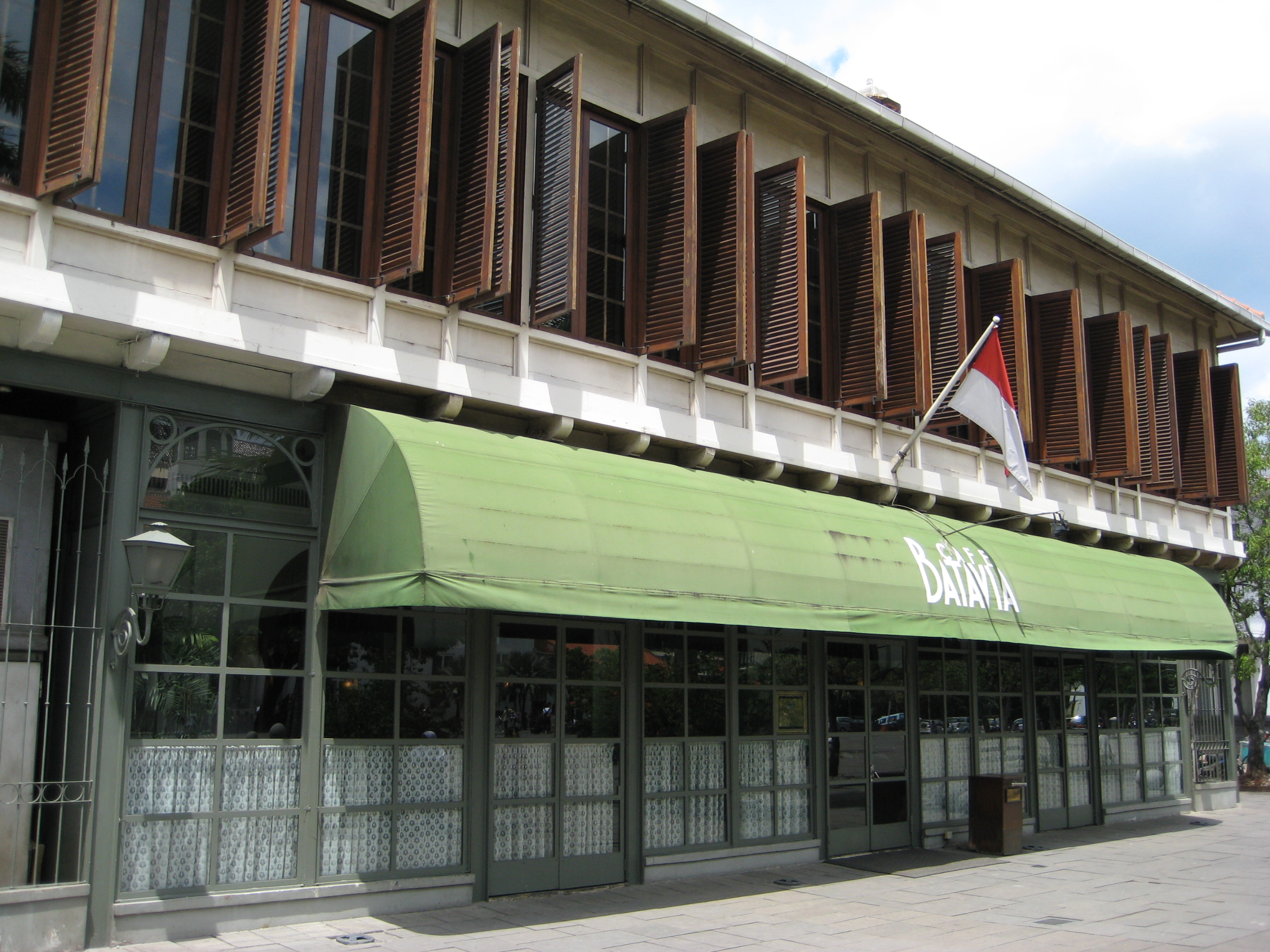
カフェ・バタヴィア
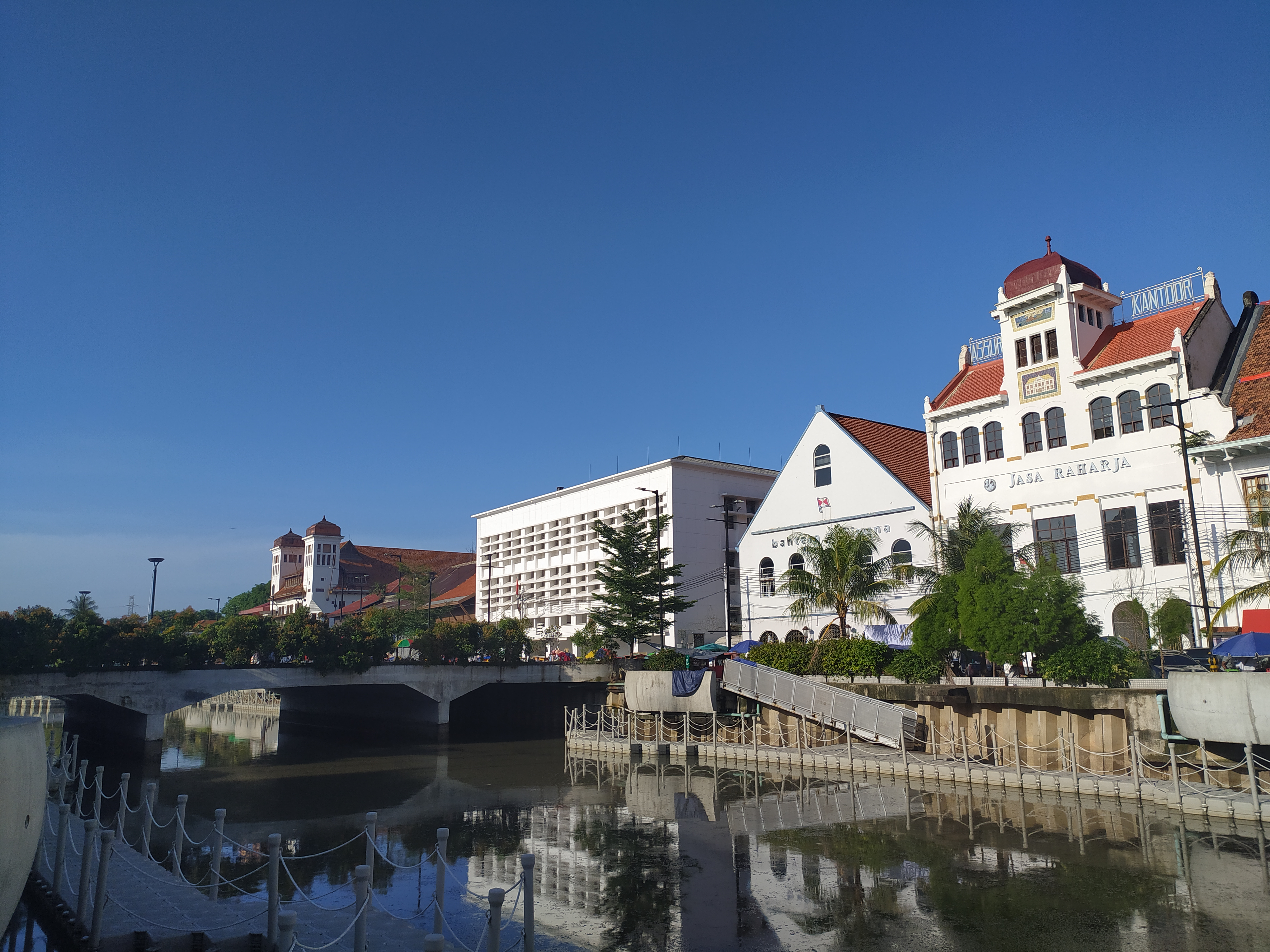
運河
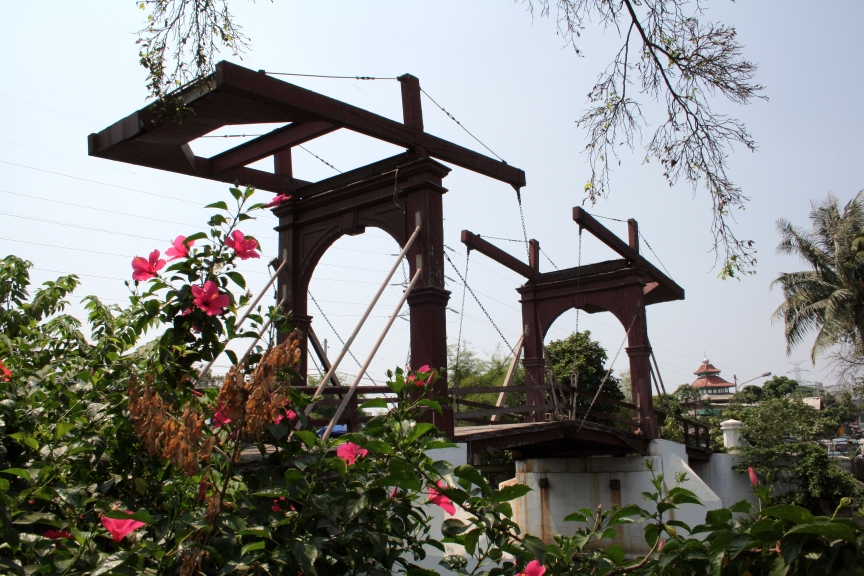
運河に架かる橋
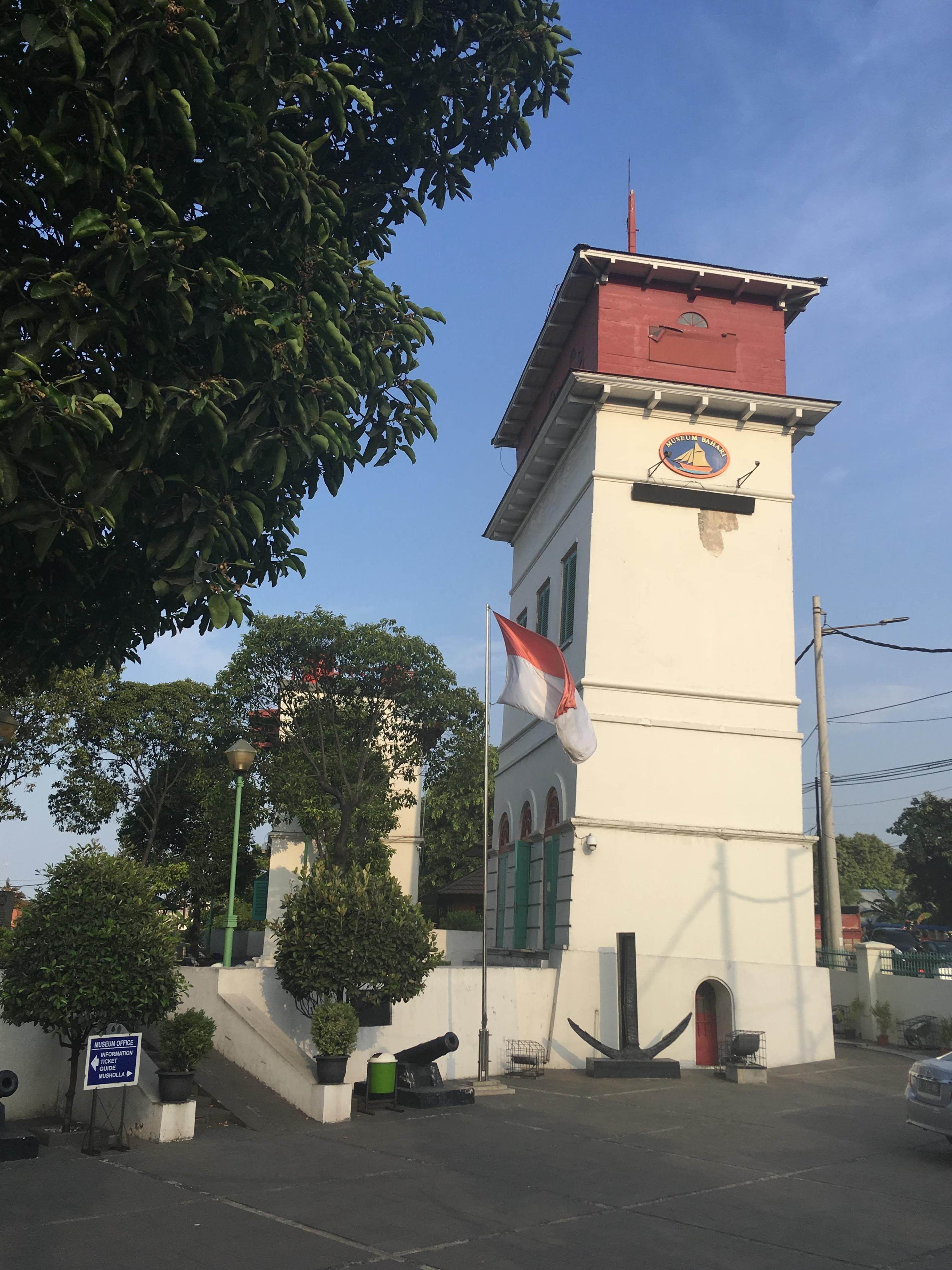
港の監視塔
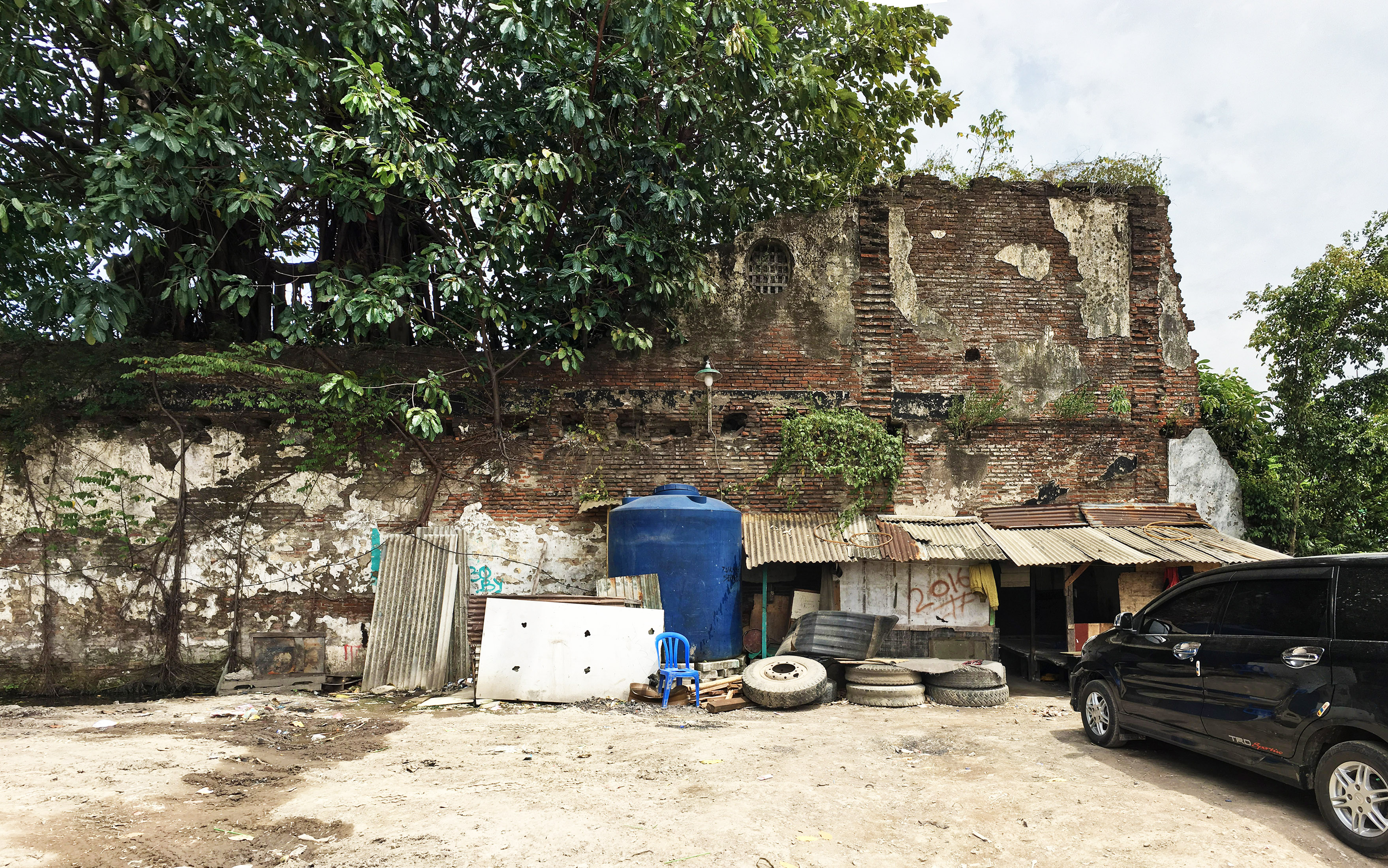
バタヴィア城壁
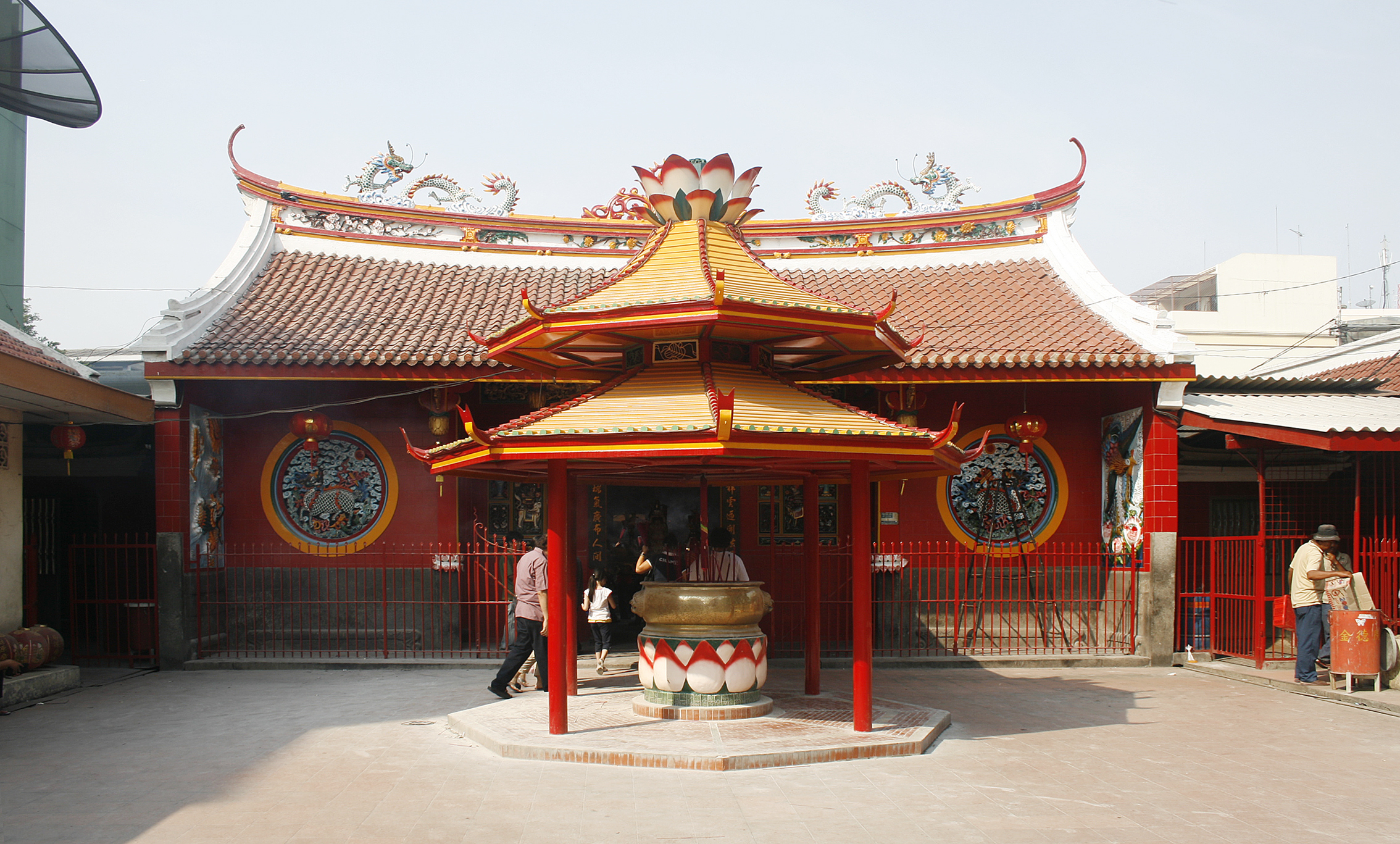
金徳院（中華街）